# Blitum

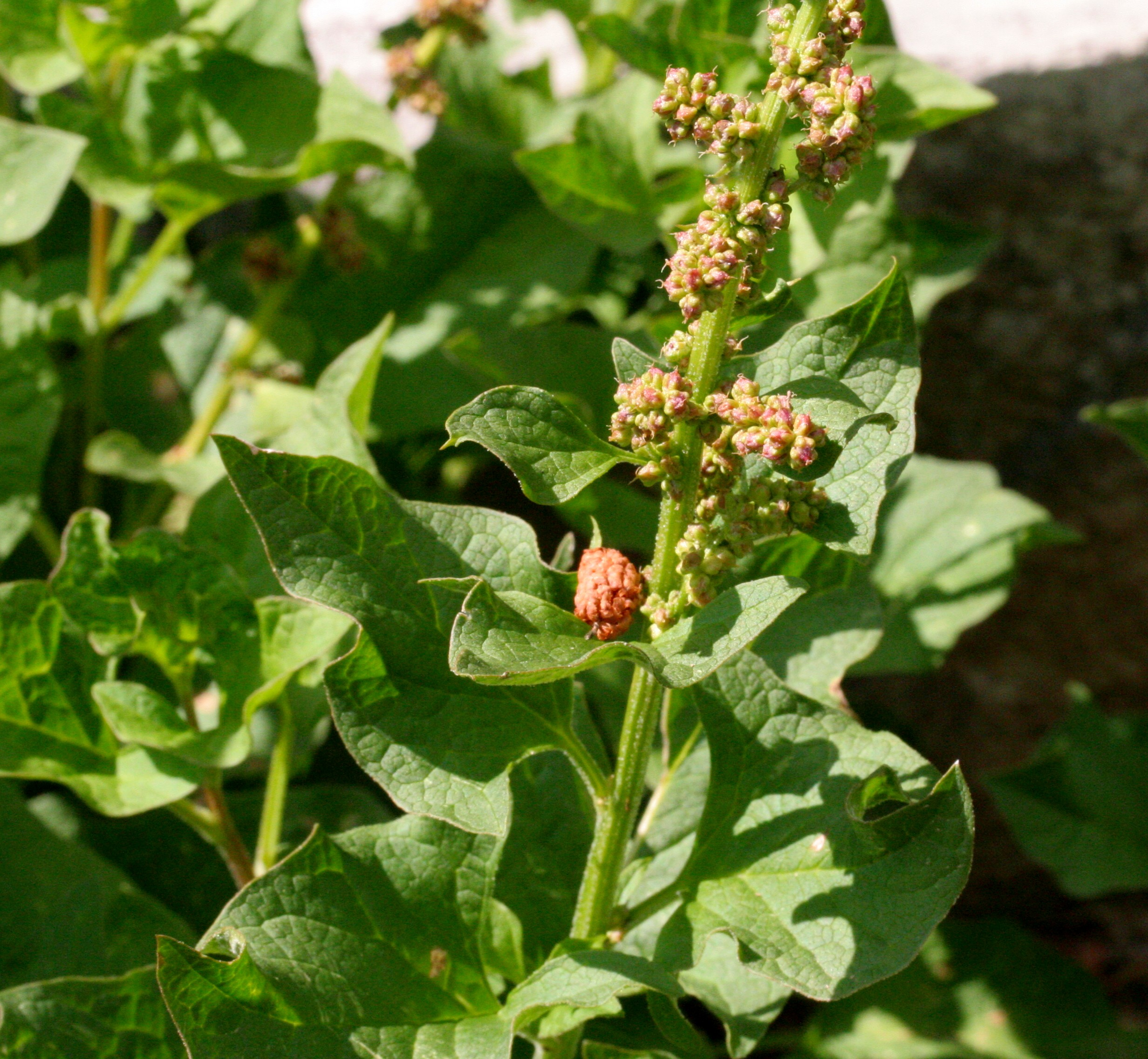
Guter Heinrich (Blitum bonus-henricus)

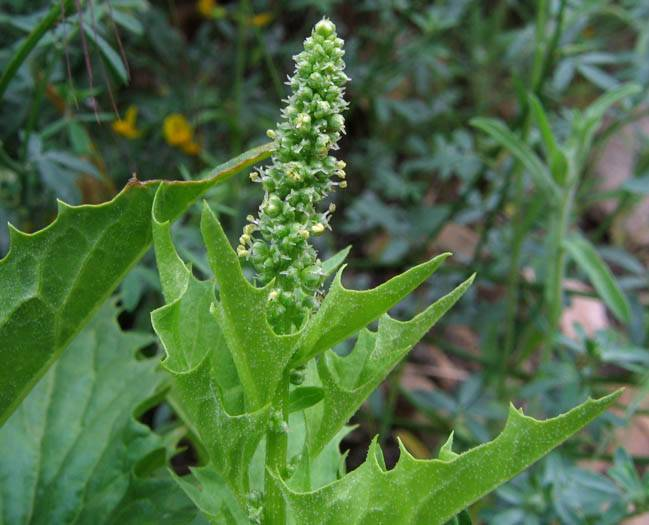
Blitum californicum

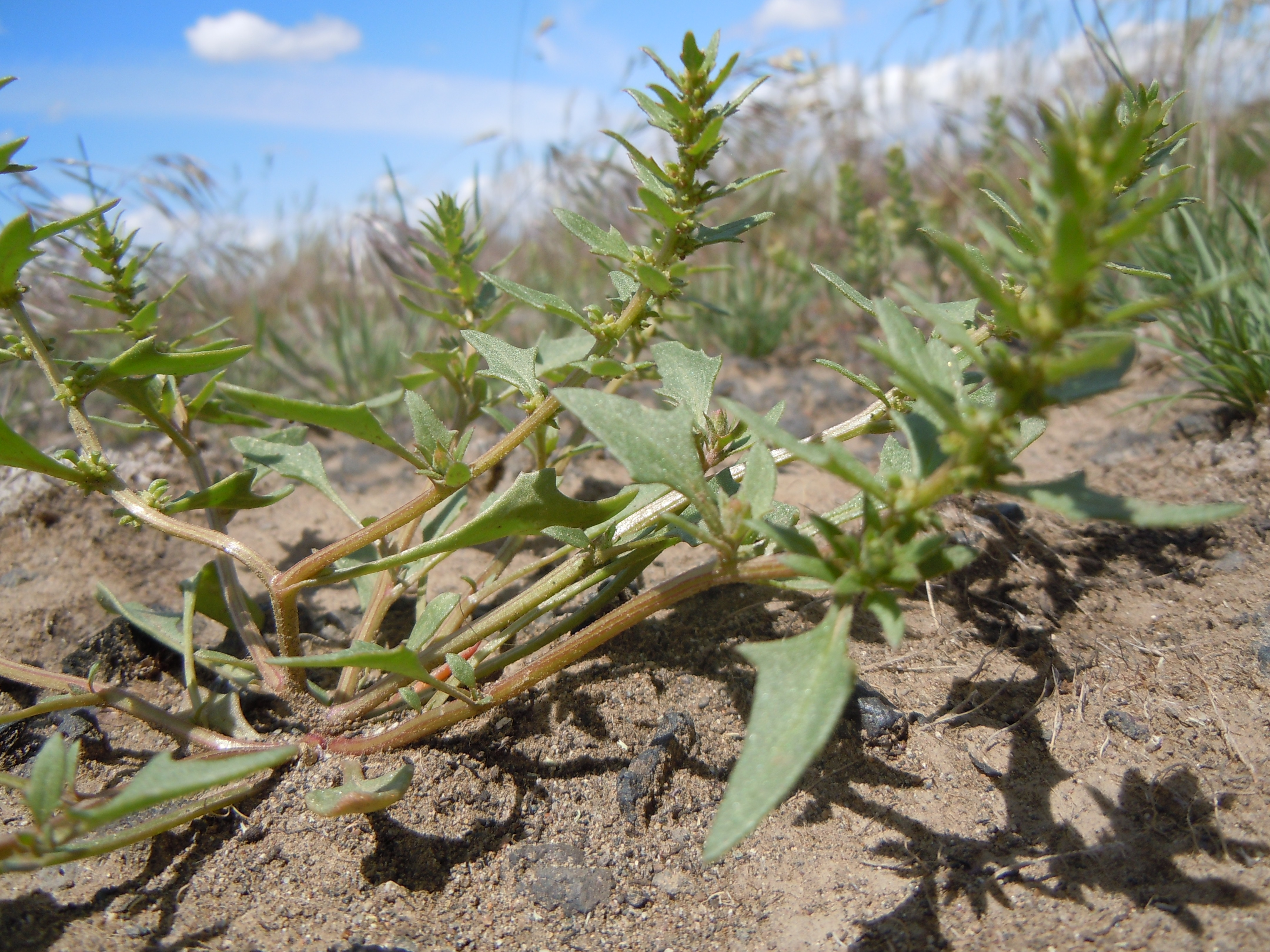
Blitum nuttallianum

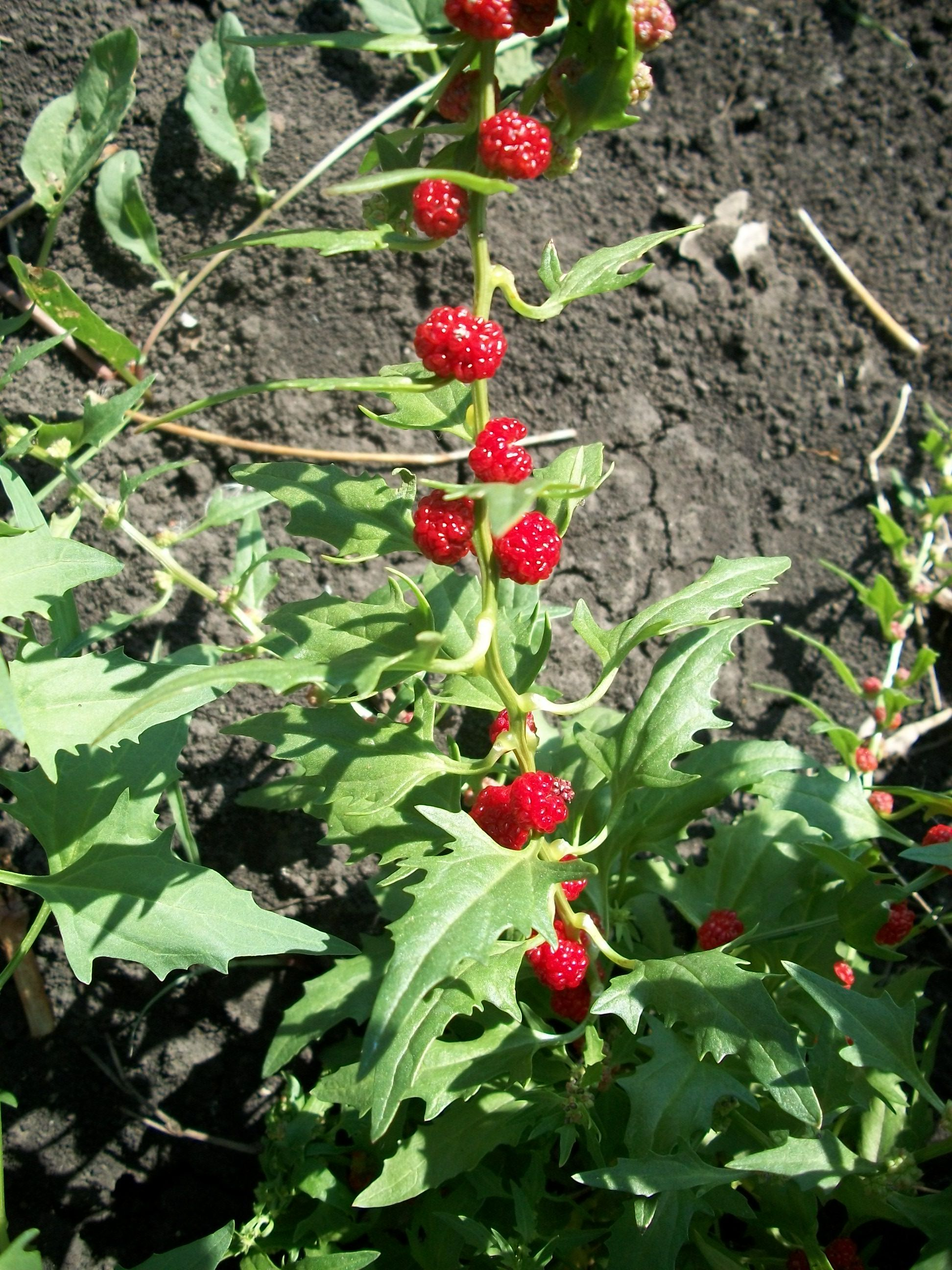
Echter Erdbeerspinat (Blitum virgatum)

Blitum ist eine Pflanzengattung aus der Unterfamilie Chenopodioideae in der Familie der Fuchsschwanzgewächse (Amaranthaceae). Sie ist nah verwandt mit der Gattung Spinat. Manche ihrer Arten wurden bis 2012 zu den Gänsefüßen (Chenopodium) beziehungsweise zur Gattung Monolepis gezählt.

## Beschreibung
Blitum-Arten sind einjährige oder ausdauernde krautige Pflanzen ohne aromatischen Duft. Ihre Oberfläche ist kahl, manchmal auch von Blasenhaaren überzogen und jung klebrig. Die meist zahlreichen Stängel wachsen aufrecht, aufsteigend oder ausgebreitet und sind nicht oder wenig verzweigt.
Die wechselständigen, einfachen, gestielten Laubblätter bilden bodennah oft eine Rosette lang gestielter
Blätter. Die dünne oder leicht sukkulente Blattspreite kann dreieckig, dreieckig-spießförmig, dreieckig-lanzettlich oder spatelförmig geformt sein, der Blattrand ist glatt oder gezähnt.
Die Blüten sitzen meist in kompakten, knäueligen Teilblütenständen, die zu scheinährigen Blütenständen angeordnet sind. Tragblätter fehlen entweder oder sie sind klein und blattartig. Die zwittrigen oder rein weiblichen Blüten besitzen (ein) drei bis fünf krautige, ungekielte Blütenhüllblätter, die entweder nur an der Basis oder bis etwa zur Mitte miteinander verwachsen sind. Gelegentlich kann die Blütenhülle auch fehlen. In zwittrigen Blüten ist ein Kreis mit ein bis fünf Staubblättern vorhanden. Die Fruchtblätter sind zu einem oberständigen Fruchtknoten mit zwei bis vier Narben verwachsen.
Zur Fruchtzeit umschließt die Blütenhülle die Frucht und wird entweder fleischig oder trocken und hart. Die häutige Fruchtwand haftet an der Samenschale. Der vertikal orientierte Same ist breit-eiförmig bis kugelförmig mit dunkelbrauner oder schwarzer Samenschale.

## Vorkommen
Die Arten der Gattung Blitum kommen in Asien, Europa, Nordafrika, Amerika und Australien vor (siehe Verbreitungsangaben in der Artenliste).

## Systematik
Die Gattung Blitum wurde 1753 durch Carl von Linné in Species Plantarum, Band 2, S. 4 aufgestellt. Die Typusart ist Blitum capitatum L. Später wurden die Arten lange zu Chenopodium gestellt und als Untergattung Chenopodium subgenus Blitum betrachtet. Nach molekulargenetischen Untersuchungen sind sie aber eher mit Spinacia verwandt und gehören nicht zu Chenopodium. Daher wurden sie von Fuentes-Bazan et al. (2012) als eigene Gattung Blitum abgetrennt und zusammen mit Spinacia in die Tribus Anserineae gruppiert.
Synonyme für Blitum L. sind Morocarpus Boehmer (nom. illeg.), Chenopodium sect. Blitum (L.) Benth. & Hook. f., Chenopodium sect. Eublitum Aellen, Chenopodium subg. Blitum (L.) Hiitonen, Anserina Dumort., Agathophytum Moq. (nom. illeg.), Orthosporum subg. Agathophytum T. Nees, Chenopodium sect. Agathophytum (T. Nees) Benth. & Hook. f., Monolepis Schrad., Scleroblitum Ulbr., Chenopodium sect. Atriplicina Aellen sowie Chenopodium [ohne Rang] Californica Standl.
Die Gattung Blitum umfasst nach Fuentes-Bazan (2012) etwa zwölf Arten:
- Blitum asiaticum (Fisch. & C. A. Mey) S. Fuentes, Uotila & Borsch (Syn. Monolepis asiatica Fisch. & C. A. Mey.): Die Art kommt im nordöstlichen Russland in Sacha und der Region Chabarowsk vor.[2]
- Blitum atriplicinum F. Muell. (Syn. Scleroblitum atriplicinum (F. Muell.) Ulbr.): Die Art ist in Australien verbreitet.[3]
- Guter Heinrich (Blitum bonus-henricus (L.) Rchb., Syn. Chenopodium bonus-henricus L.): Er ist in Europa verbreitet und auch in Deutschland, Österreich und der Schweiz heimisch.[4]
- Blitum californicum S. Watson (Syn. Chenopodium californicum (S.Watson) S.Watson): Die Art kommt in Kalifornien und Mexiko vor.[5]
- Ähriger Erdbeerspinat (Blitum capitatum L.,  Syn. Chenopodium capitatum (L.) Ambrosi): Er ist heimisch in Nordamerika, eingebürgert wächst er auch in Europa.[6]
- Blitum hastatum Rydb. (Syn. Chenopodium capitatum var. parvicapitatum Welsh): Die Art ist in Nordamerika heimisch.[7]
- Blitum korshinskyi Litv. (Syn. Chenopodium korshinskyi (Litv.) Minkw.): Die Art kommt in Tadschikistan vor.[8]
- Blitum litwinowii (Paulsen) S. Fuentes, Uotila & Borsch (Syn. Monolepis litwinowii Paulsen, Chenopodium litwinowii (Paulsen) Uotila): Die Art kommt in Afghanistan und Tadschikistan vor.[9]
- Blitum nuttallianum Schult. (Syn. Monolepis nuttalliana (Schult.) Greene, Chenopodium trifidum Trev.): Die Art wächst in Nordamerika und Argentinien.[10]
- Blitum petiolare Link (Syn. Chenopodium exsuccum (C. Loscos) Uotila): Die Art ist in Nordafrika, Portugal und Spanien heimisch und kommt eingeführt auch in Schweden vor.[11]
- Blitum spathulatum (A. Gray) S. Fuentes, Uotila & Borsch (Syn. Monolepis spathulata A. Gray): Die Art ist im südlichen Nordamerika heimisch und kommt eingeführt auch in Australien vor.[12]
- Echter Erdbeerspinat (Blitum virgatum L., Syn. Chenopodium foliosum Asch.): Er ist in Europa und Asien heimisch, eingeführt kommt er auch in Nordamerika vor.[13]